# Palicourea coriacea
Palicourea coriacea är en måreväxtart som först beskrevs av Adelbert von Chamisso, och fick sitt nu gällande namn av Karl Moritz Schumann. Palicourea coriacea ingår i släktet Palicourea och familjen måreväxter. Inga underarter finns listade i Catalogue of Life.